# Monestir de Sant Pere de Besalú
Sant Pere de Besalú és un monestir situat al centre històric del municipi de Besalú (Garrotxa). És un edifici declarat bé cultural d'interès nacional des de l'any 1931. Al costat, a la mateixa plaça, hi ha el Museu de Miniatures i Microminiatures de Besalú.

## Descripció

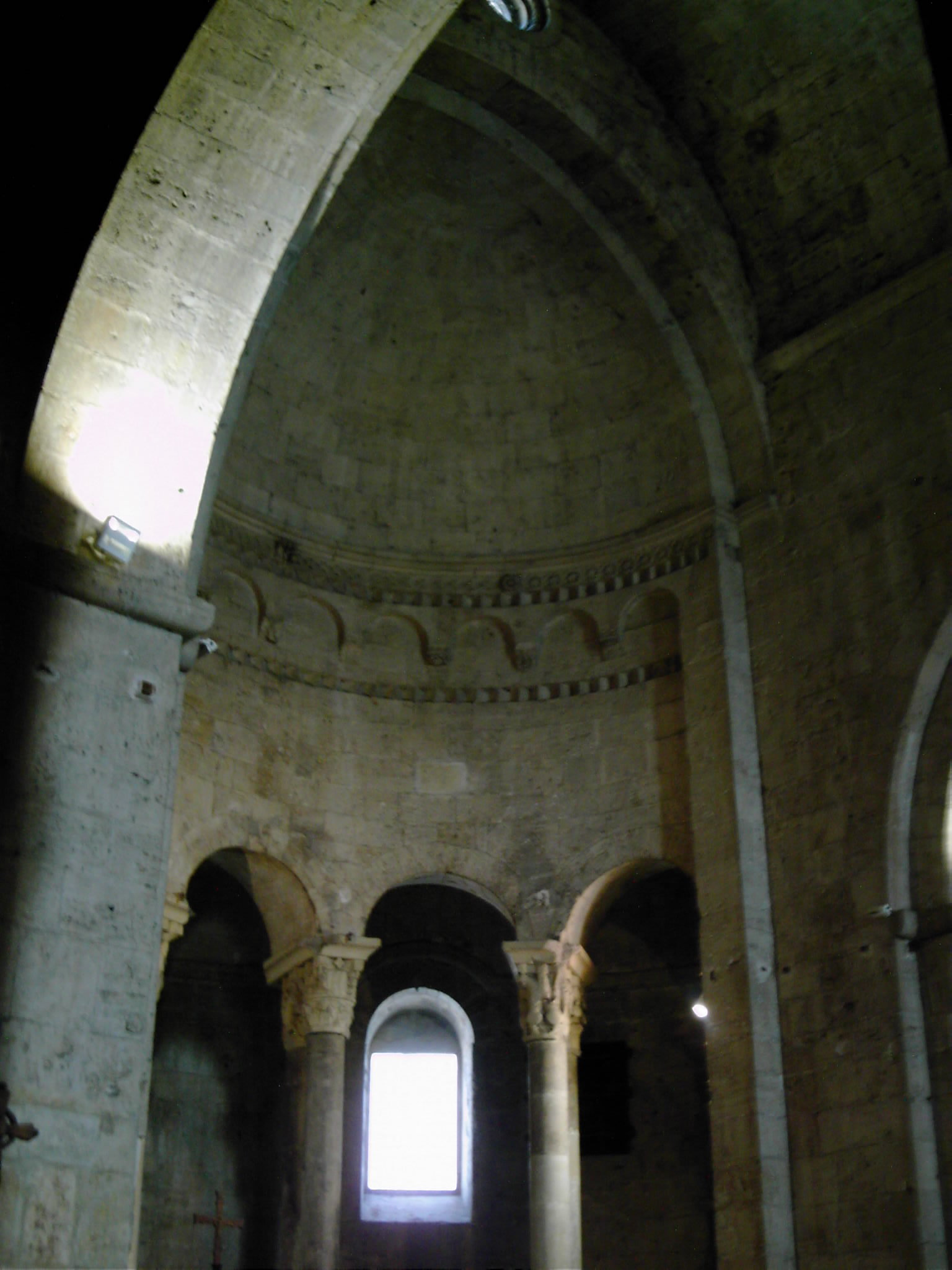
Detall del deambulatori

De l'antic monestir, resta només l'església, de planta basilical, amb tres naus separades per pilars quadrangulars, creuer i un gran absis central. La nau central, més elevada, és coberta amb volta de canó, i les laterals amb volta de quart de cercle. Al gruix del mur dels braços del creuer s'obren sengles nínxols o petites absidioles que no sobresurten a l'exterior. Tres absidioles més s'obren al mur de l'absis central. L'element més remarcable d'aquest conjunt és, però, la girola o deambulatori, que s'inscriu a l'interior de l'absis, i que és formada per quatre parelles de columnes amb capitells esculpits amb decoracions vegetals o figuracions humanes (com Daniel amb els lleons) que denoten la influència del nord d'Itàlia. Aquest sector és cobert amb volta semicircular de quart de cercle. En un dels capitells hi ha la representació d'Herodes aconsellat pel diable i en un altre la matança dels Sants Innocents.
La façana, que denota també una influència del nord d'Itàlia, és centrada per un portal senzill al damunt del qual s'obre un finestral amb tres arcs de mig punt en degradació i dues columnetes per costat. A banda i banda sengles lleons en alt relleu, d'influència rossellonesa, flanquegen la finestra. La façana es corona amb frontó triangular. El campanar s'aixeca sobre el braç nord del creuer. El seu cos superior, amb els angles aixamfranats, grans finestrals d'arcs d'arc rodó i terrat amb balustrada, està datat el 1649. De l'antic claustre, gòtic, no en queda pràcticament res, tret d'algunes làpides i claus de volta esparses.

## Història
L'antic monestir benedictí de Sant Pere de Besalú fou fundat l'any 977 pel comte de Besalú i bisbe de Girona Miró Bonfill, que el posà sota el patrocini directe de la Santa Seu i va aconseguir el trasllat de les relíquies dels sants Prim i Felicià d'Agen, que se sumaren a les de Concordi, Evidi, Patró i Marí de Besalú. El nou cenobi, l'església del qual fou consagrada el 1003 gràcies al comte Bernat Tallaferro, sembla que en substituí un d'anterior, del segle ix. Amb tot, el temple actual correspon a una reedificació del 1060. Inicialment, Sant Pere era fora dels murs de Besalú, i tenia dret d'enterrament dels fidels d'una extensa demarcació al seu cementiri, anomenat des del segle xi el Prat de Sant Pere, i que era situat a la plaça que hi ha al davant de l'església.
La seva màxima expansió va ser durant els segles XII i XIII, quan va passar a formar part del comtat de Barcelona i és quan va ser objecte d'una reforma. Va començar la seva decadència al segle xv per causa de la guerra dels remences, els terratrèmols i la lluita per les possessions amb el bisbe de Girona. La influència del monestir s'estengué aviat. Tenia els priorats de Sant Maria del Collell (Garrotxa) i de Santa Magdalena (Tarragona). El 1592 li foren units els monestirs de Sant Llorenç del Mont i el de Sant Quirze de Colera. Fou suprimit el 1835 amb la desamortització. Entre 1908 i 1914 s'hi instal·laren els benedictins d'Encalcat (França), però avui, desaparegut el monestir, l'església és la parròquia de la vila. Durant la Guerra Civil espanyola de 1936, va sofrir un incendi perdent el mobiliari, part de les seves pintures del segle xviii i algunes escultures.